# William Strang, I Barone Strang
William Strang 1º Barone Strang (2 gennaio 1893 – 27 maggio 1978) è stato un diplomatico britannico.

## Biografia
Dopo essere stato assistente sottosegretario di Stato presso il Foreign Office a partire dal 1939, nel dicembre 1943 divenne rappresentante della Gran Bretagna nell'European Advisory Commission. Nel giugno 1945 fu nominato consigliere politico di Bernard Law Montgomery, allora capo delle Forze di Occupazione britanniche in Germania.